# Rabbi

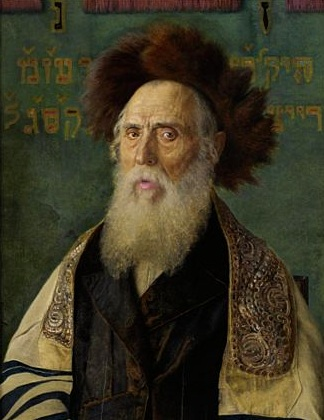
Tranh vẽ thầy đạo người do thái của họa sĩ Isidor Kaufmann

Thầy đạo gọi trong tiếng Hebrew là Rabbi (tiếng Hebrew: רַבִּי có nghĩa là chủ nhân của tôi hoặc sư phụ của tôi) nghĩa là bậc thầy kinh thánh Do Thái Torah là một giáo sĩ trong Do Thái giáo. Từ chủ nhân רב rav nghĩa đen là "người vĩ đại".
Hình thức cơ bản của thầy đạo phát triển trong kỷ nguyên Pharisaic và Talmudic, khi các thầy giáo đã nghiên cứu và tập hợp để soạn thảo các luật bằng văn bản và những luật bằng miệng của Do thái giáo. Người hiền triết đầu tiên mà sách Mishnah sử dụng danh hiệu thầy đạo là Johanan ben Zakai, hoạt động từ giữa thế kỷ thứ nhất. Trong nhiều thế kỷ gần đây, nghĩa vụ và trắc nhiệm của một thầy đạo ngày càng trở nên bị ảnh hưởng bởi các nghĩa vụ và trắc nhiệm của mục sư Thiên Chúa giáo Tin Lành, vì thế cho nên cái tiêu đề "pulpit rabbis", và trong thế kỷ 19 ở Đức và các hoạt động của người Do thái ở Hoa Kỳ bao gồm các bài thuyết giáo, tư vấn mục vụ và đại diện cộng đồng ra thế giới bên ngoài, tất cả những nghĩa vụ và trắc nhiệm ấy đều tăng lên tầm quan trọng.
Trong các môn phái Do Thái khác nhau, có những tiêu chuẩn khác nhau cho việc thọ giới, và sự khác biệt trong ý kiến về ai được coi là một thầy đạo. Chẳng hạn, Do thái giáo chính thống không phong chức phụ nữ là thầy đạo, nhưng các môn phái khác đã chọn làm như vậy vì lý do halakhic (Do Thái chủ nghĩa bảo thủ) cũng như các lý do đạo đức (cải cách và tái xây dựng do thái giáo).

## Ngôn ngữ học

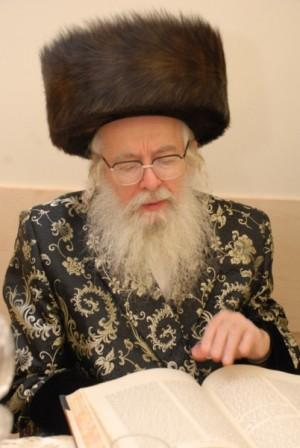
Thầy đạo người Do Thái Eliezer Shlomo Schik

Từ 'rabbi' xuất phát từ gốc Semitic R-B-B, theo chữ Hebrew, רַב rav, trong tiếng Aramaic trong kinh thánh có nghĩa là "vĩ đại" theo nhiều nghĩa, bao gồm cả "tôn kính", nhưng xuất hiện chủ yếu như một tiền tố trong việc xây dựng các hình thức.
Các gốc rễ của từ có liên quan đến tiếng Ả Rập رب rabb, có nghĩa là "chúa tể" (thường được sử dụng khi nói về Thiên Chúa, mà còn về những vị thần của thời gian). Như một dấu hiệu của sự tôn trọng lớn, một số thầy đạo lớn chỉ đơn giản được gọi là "The Rav"
Thầy đạo không phải là nghề nghiệp được tìm thấy trong Kinh thánh Hebrew, và các thế hệ cổ đại đã không sử dụng các danh hiệu liên quan như Rabban, Ribbi, Rab để mô tả các nhà hiền triết Babylon hoặc các nhà hiền triết ở Israel.
Các danh hiệu "Rabban" và "Rabbi" lần đầu tiên được đề cập đến trong Mishnah (khoảng 200 CE). Thuật ngữ này lần đầu tiên được sử dụng cho Rabban Gamaliel người lớn tuổi, Rabban Simeon, con trai của ông, và Rabban Johanan ben Zakkai, tất cả đều là tổ phụ hoặc chủ tịch Tòa Công luận.
Danh hiệu "Rabbi" xảy ra trong các sách của Matthew, Mark, và John trong Tân Ước, nơi nó được sử dụng để chỉ "Scribes and Pharisees" cũng như với Jesus.

### Phát âm
Người Do Thái Sephardic và dân Do Thái Yemenite phát âm từ רִבִּי ribbī. Còn người Israeli hiện đại thì phát âm רַבִּי rabi bắt nguồn từ sự đổi mới của thế kỷ 18 trong sách đọc kinh cầu nguyện của người Do Thái Ashkenazi, mặc dù cách phát âm này cũng được tìm thấy trong một số nguồn cổ xưa. Các biến thể khác là rəvī và trong tiếng Yiddish, rebbə. Từ này có thể được so sánh với từ Syriac ܪܒܝ rabi.

## Tôn sư trọng đạo
Theo kinh Talmud, đó là một điều răn (mitzvah) để đứng lên khi thấy một Thầy đạo hoặc học giả Torah, và người ta cũng nên đứng lên khi thấy vợ chồng của họ và đối xử họ với sự tôn trọng. Kohanim được yêu cầu để tôn vinh Thầy đạo hoặc học giả Torah như mọi người khác. Tuy nhiên, nếu có nhiều học hơn Thầy đạo hoặc học giả Torah không cần thiết phải đứng lên.
Ở nhiều nơi, hôm nay và trong suốt lịch sử, Thầy đạo và học giả Torah vẫn còn có quyền lực để tuyệt thông những cá nhân xúc phạm họ.

## Phụ nữ người Do Thái

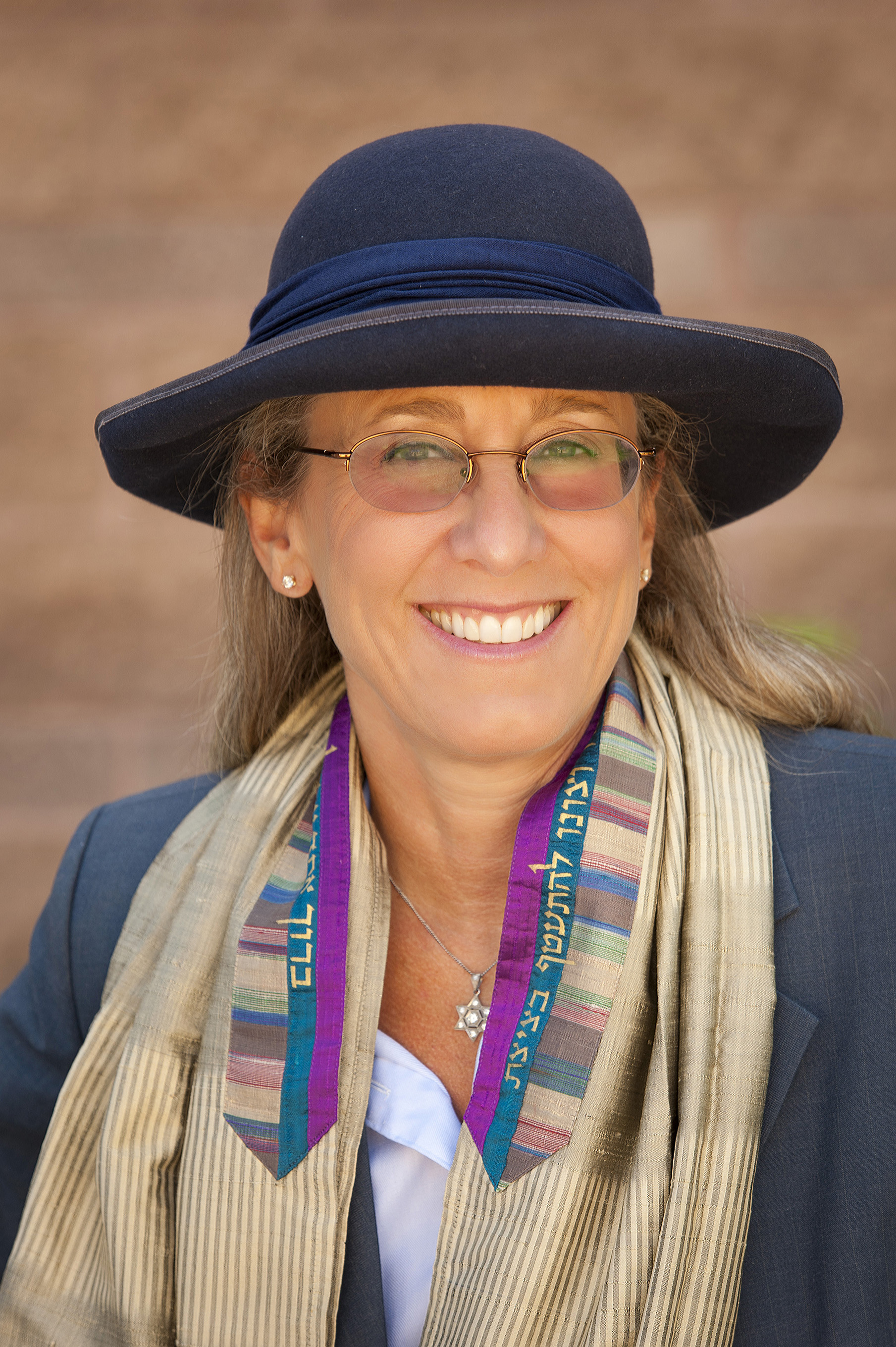
Một thầy đạo phụ nữ người Do Thái

Với một số trường hợp ngoại lệ hiếm hoi, phụ nữ trong lịch sử thường không phục vụ trong chức vụ thầy đạo cho đến những năm 1970 và ảnh hưởng của thuyết bình quyền nữ giai đoạn hai, khi Học viện Tôn giáo Do Thái của Liên đoàn Hebrew lần đầu tiên chỉ định những phụ nữ thầy đạo. Ngày nay, các thầy đạo nữ được tấn phong trong tất cả các nhánh của Đạo Do Thái tiến bộ. Trong khi trong môn phái Do thái Chính thống, phụ nữ không thể trở thành thầy đạo.

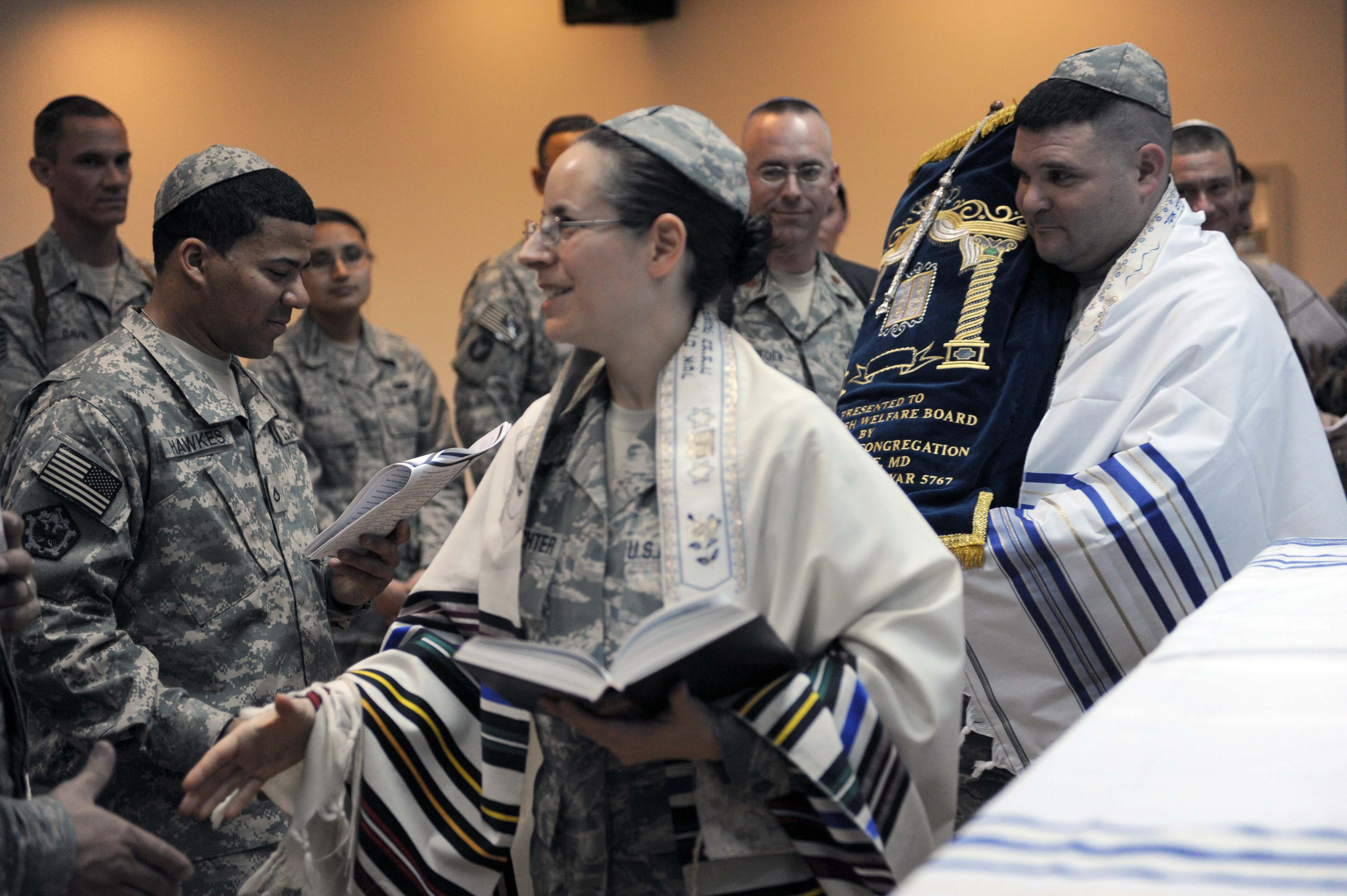
Phụ nữ Do Thái làm thầy đạo trong quân đội Hoa Kỳ

Mặc dù không có lệnh cấm đối với phụ nữ học halakhah hay những gì liên quan đến họ, cũng không có vấn đề gì đối với một người phụ nữ có quyền lực để cai trị các vấn đề như vậy hơn là đối với bất kỳ người giáo dân nào để làm như vậy, vấn đề nằm ở vị thế của Rabbi về quyền lực trong cộng đồng. Theo phán quyết của Talmud, những người quyết định luật Do Thái cho rằng phụ nữ không được phép phục vụ trong các vị trí có thẩm quyền đối với một cộng đồng, chẳng hạn như các thẩm phán hay các vị vua. Vị thế của thầy đạo chính thức của một cộng đồng, mara de'atra ("chủ của địa điểm"), nói chung được đối xử trong responsa như một vị thế. Quyết định này vẫn theo sau trong các vòng tròn truyền thống và chính thống nhưng đã được thoáng hơn trong các môn phái như Bảo thủ và Cải cách Do thái và ít nghiêm ngặt hơn trong việc tuân thủ luật Do Thái giáo truyền thống.

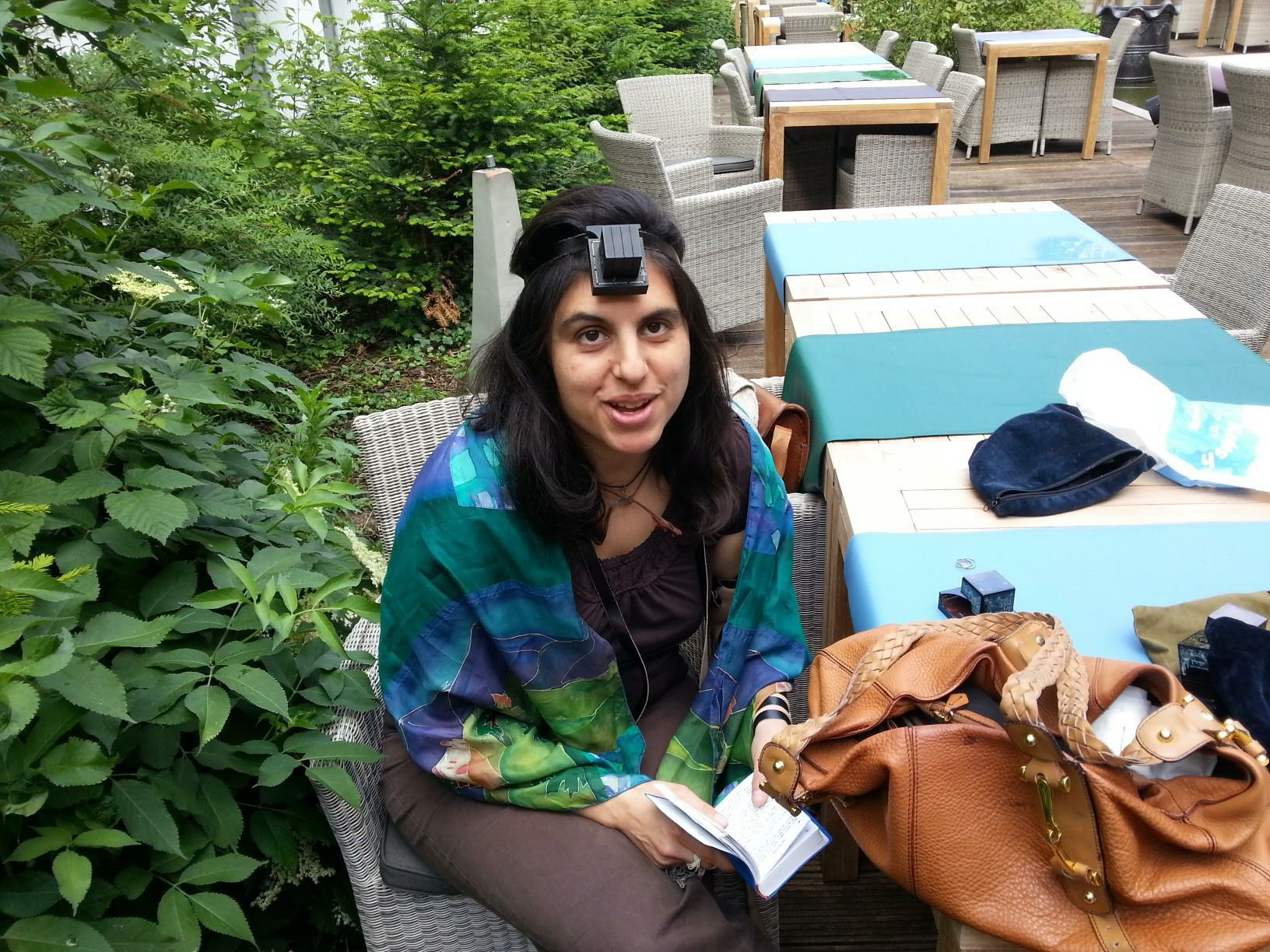
Thầy đạo Floriane Chinsky với tefillin và tallit.

Asenath Barzani của Iraq được coi là nữ thầy đạo tiên của lịch sử Do Thái theo một số học giả; thêm nữa, bà là người lãnh đạo nữ người Kurd cổ xưa nhất được ghi nhận trong sổ sách lịch sử.
Hannah Rachel Verbermacher, còn được gọi là Maiden of Ludmir, là một rebbe Hasidic thế kỷ 19, là rebbe nữ duy nhất trong lịch sử Hasidism.

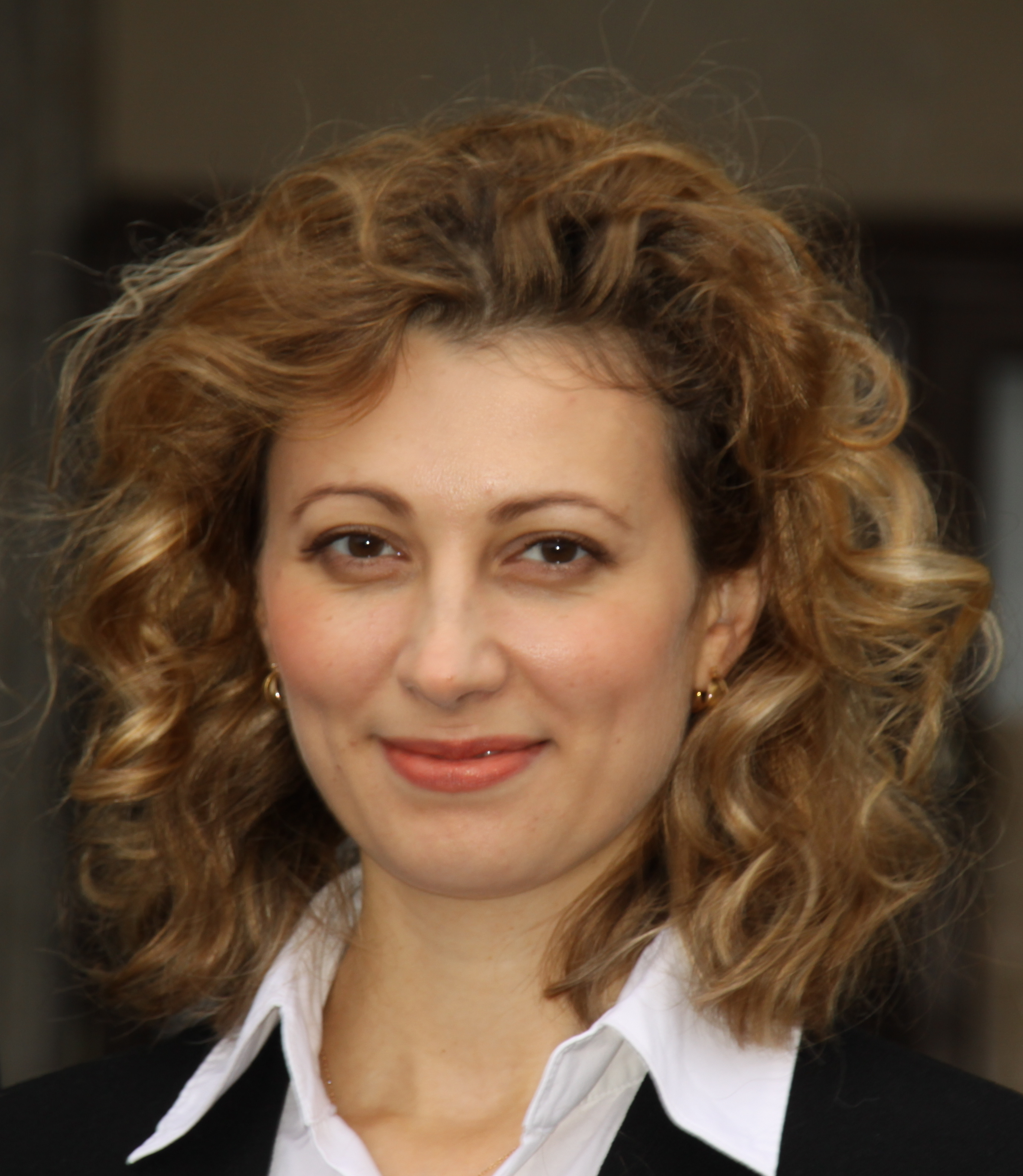
Thầy đạo nữ giới người Do Thái Alina Treiger

Người nữ thầy đạo chính thức đầu tiên là Regina Jonas, được thọ giới ở Đức năm 1935 Từ năm 1972, khi Sally Priesand trở thành nữ thầy đạo đầu tiên trong môn phái cải cách Do thái giáo, Trường Cao đẳng Cộng đồng Hebrew của Tổ chức Do Thái cải cách đã phong chức 552 phụ nữ thầy đạo (tính đến năm 2008).
Sandy Eisenberg Sasso trở thành nữ thầy đạo đầu tiên trong Đạo luật Do Thái tái cấu trúc năm 1974 (một trong 110 năm 2006); và Amy Eilberg trở thành nữ thầy đạo đầu tiên trong Giáo phái Do thái Bảo thủ năm 1985 (one of 177 by 2006). Lynn Gottlieb trở thành nữ thầy đạo đầu tiên của Jewish Renewal năm 1981, và Tamara Kolton trở thành nữ thầy đạo đầu tiên (và do đó, vì cô là nữ, nữ thầy đạo đầu tiên) trong Giáo phái Do thái Nhân bản vào năm 1999. Năm 2009, Alysa Stanton trở thành nữ thầy đạo người Mỹ gốc Phi đầu tiên trên thế giới.
Phong trào Bảo thủ đã chỉ định một ủy ban đặc biệt để nghiên cứu vấn đề châm ngòi cho phụ nữ làm thầy đạo, Ủy ban đã gặp nhau giữa năm 1977 và 1978, gồm mười một nam giới và ba phụ nữ. Năm 1983, giảng viên của Chủng viện thần học Do Thái của Mỹ đã bình chọn, mà không kèm theo ý kiến, để phong chức phụ nữ là thầy đạo và người hát thánh ca trong nhà thờ.
Tại Châu Âu, trường Cao đẳng Leo Baeck đã thụ phong 30 nữ thầy đạo vào năm 2006 (trong tổng số 158 lễ phong chức từ năm 1956), bắt đầu với Jackie Tabick năm 1975.
Truyền thống Do Thái Chính Thống và sự đồng thuận của cộng đồng thầy đạo người Do Thái là một lãnh vực của nam giới; những lời kêu gọi ngày càng tăng của các chủng viện Chính thống giáo để thừa nhận phụ nữ là những sinh viên của các giáo sĩ Do thái đã dẫn đến sự phản đối rộng rãi của giáo đoàn Do thái Chính thống. Thiền sư Norman Lamm, một trong những nhà lãnh đạo của Chính thống giáo Hiện đại và Rosh Yeshiva thuộc Thiền viện Giảng dạy Thần học Isaac Elchanan của Đại học chủng viện, phản đối việc đưa semicha cho phụ nữ. "Nó làm rung chuyển những ranh giới của truyền thống, và tôi sẽ không bao giờ đồng ý điều đó." (Helmreich, 1997) Viết trong một bài viết của Jewish Observer, Moshe Y'chiail Friedman nói rằng Đạo Do Thái Chính Thống cấm phụ nữ được cho semicha và được phục vụ như các thầy đạo. Ông cho rằng xu hướng hướng tới mục tiêu này là do xã hội học, chứ không phải halakha ("luật Do Thái"). Nói theo cách của ông, ý tưởng này là một "mốt kỳ lạ.